# الحفر والتفجير

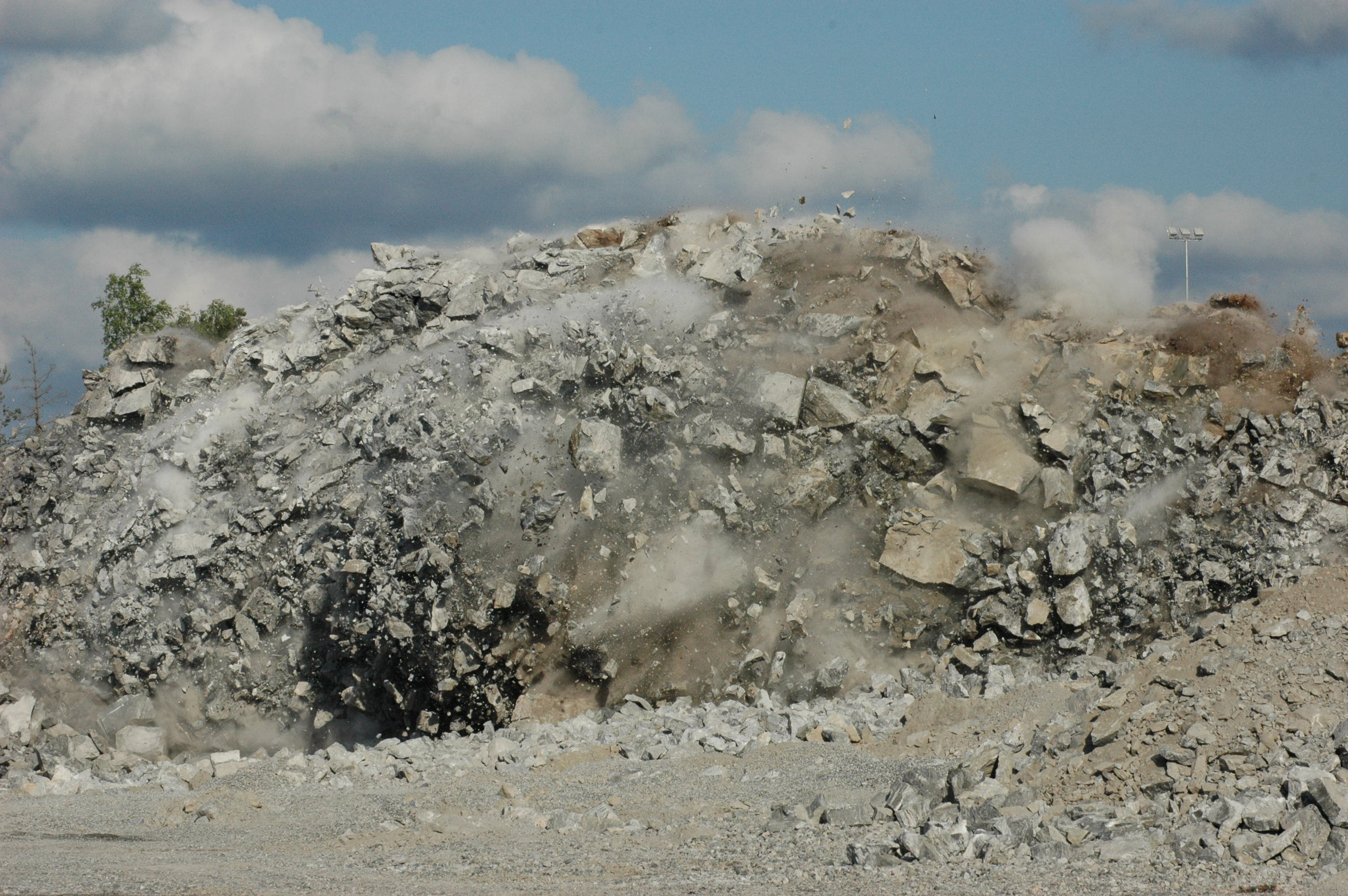
تفجير الصخور في فنلندا

الحفر والتفجير هو الاستخدام المسيطر عليه للمتفجرات وغيرها من الأساليب مثل التفجير بضغط الغاز، لكسر الصخور للحفر . يتم استخدام هذه الطريقة في الغالب في مجالات التعدين واستخراج الحجارة والهندسة المدنية مثل السد أو النفق أو بناء الطرق. تُعرف نتيجة الانفجار بقطع الصخور .
يستخدم الحفر والتفجير حاليًا العديد من أنواع المتفجرات المختلفة ذات تركيبات وخصائص أداء مختلفة. تُستخدم المتفجرات عالية السرعة في الصخور الصلبة نسبيًا من أجل تحطيم الصخور وكسرها، في حين يتم استخدام المتفجرات منخفضة السرعة في الصخور الأقل قسوة لتوليد المزيد من ضغط الغاز ولتأثير أكبر. على سبيل المثال، بمقارنة دليل التفجير في أوائل القرن العشرين بتأثيرات المسحوق الأسود وآثار الأوتاد والديناميت مع تأثير المطرقة.  أكثر المتفجرات المستخدمة شيوعًا في التعدين اليوم هي خلائط تعتمد على نترات الأمونيوم وزيت الوقود (نازو) في تركيبها بسبب تكلفة أقل من الديناميت .

## الطريقة

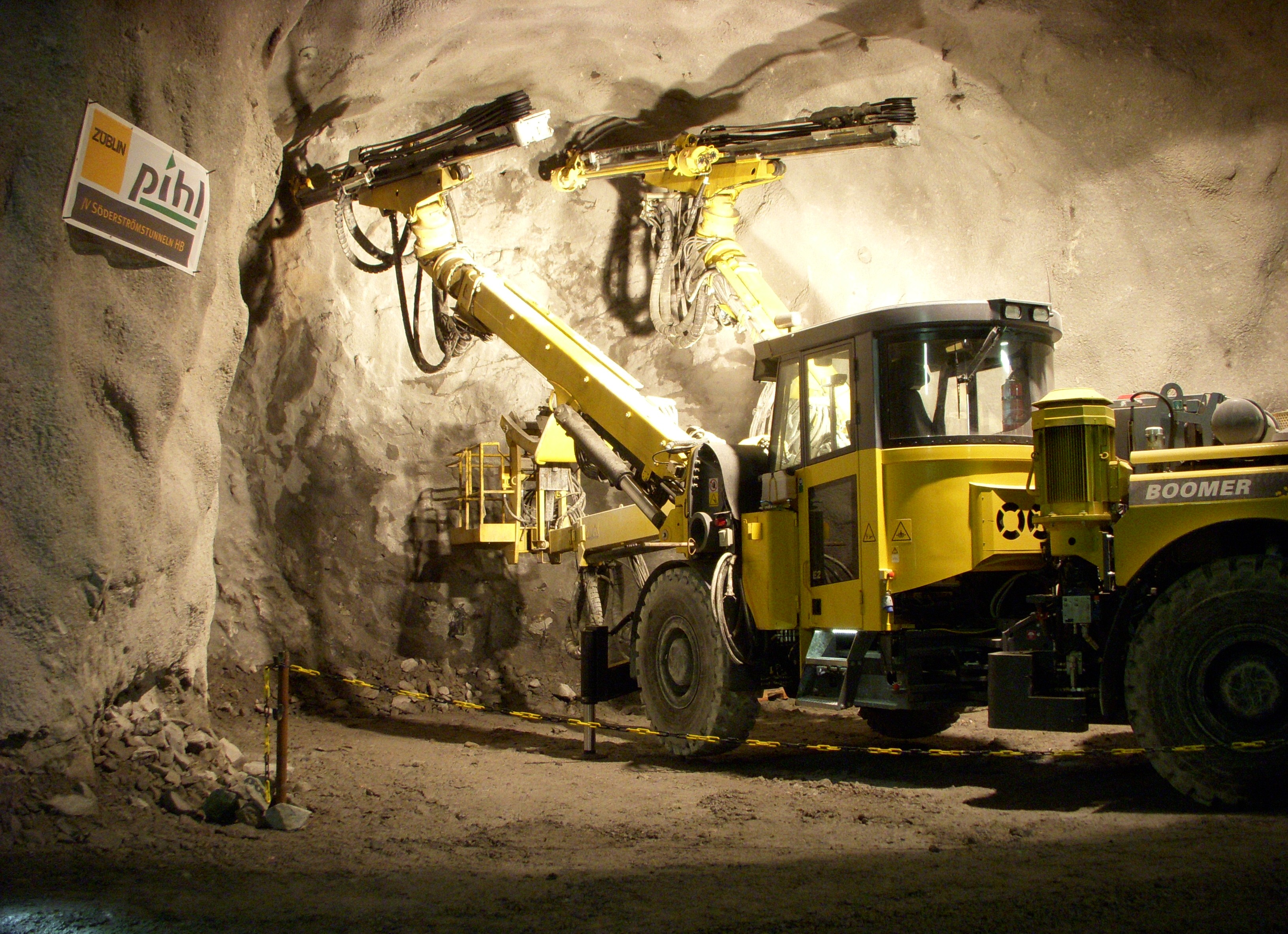
حفار ضخم أثناء بناء خط مدينة ستوكهولم (سيتيبانان) تحت ستوكهولم ، يستخدم لحفر الحفر للمتفجرات

كما يوحي الاسم، أعمال الحفر والتفجير تكون كالتالي:
- يتم حفر عدد من الثقوب في الصخر، والتي تملئ بعد ذلك بالمتفجرات.
- يؤدي تفجير المتفجرات إلى انهيار الصخور.
- تتم إزالة الأنقاض وتسليح سطح النفق الجديد.
- تكرر هذه الخطوات حتى اكتمال الحفر المطلوب.

أثناء العملية، يمكن استخدام حصائر التفجير لاحتواء الانفجار، وتقليل الغبار والضوضاء، لمنع الصخور المتطايرة وأحيانًا لتوجيه الانفجار.  

## تدعيم الصخور
مع تقدم النفق أو التنقيب، يجب تدعيم الأسطح والجدران الجانبية لإيقاف سقوط الصخور في الحفريات. تختلف فلسفة وأساليب دعم الصخور على نطاق واسع ولكن يمكن أن تشمل أنظمة تدعيم الصخور التقليدية:
- مسامير الصخور الصخور أو المسامير الصخرية
- الخرسانة المقذوفة
- الأضلاع أو أقواس التعدين والتخلف
- براغي الكابل
- كونكريت في الموقع

## صور

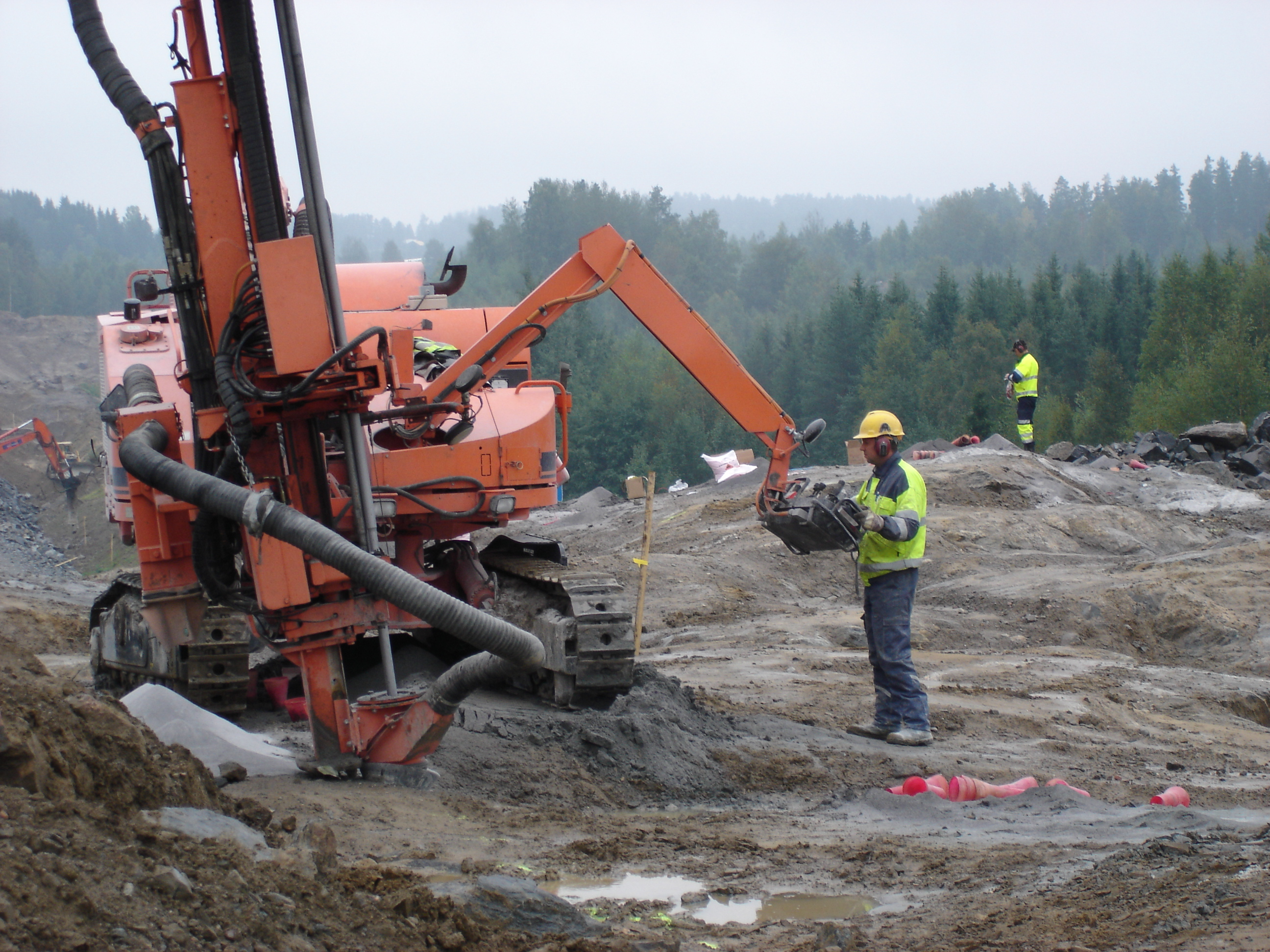
حفر حفرة الانفجار بـTamrock Scout 700
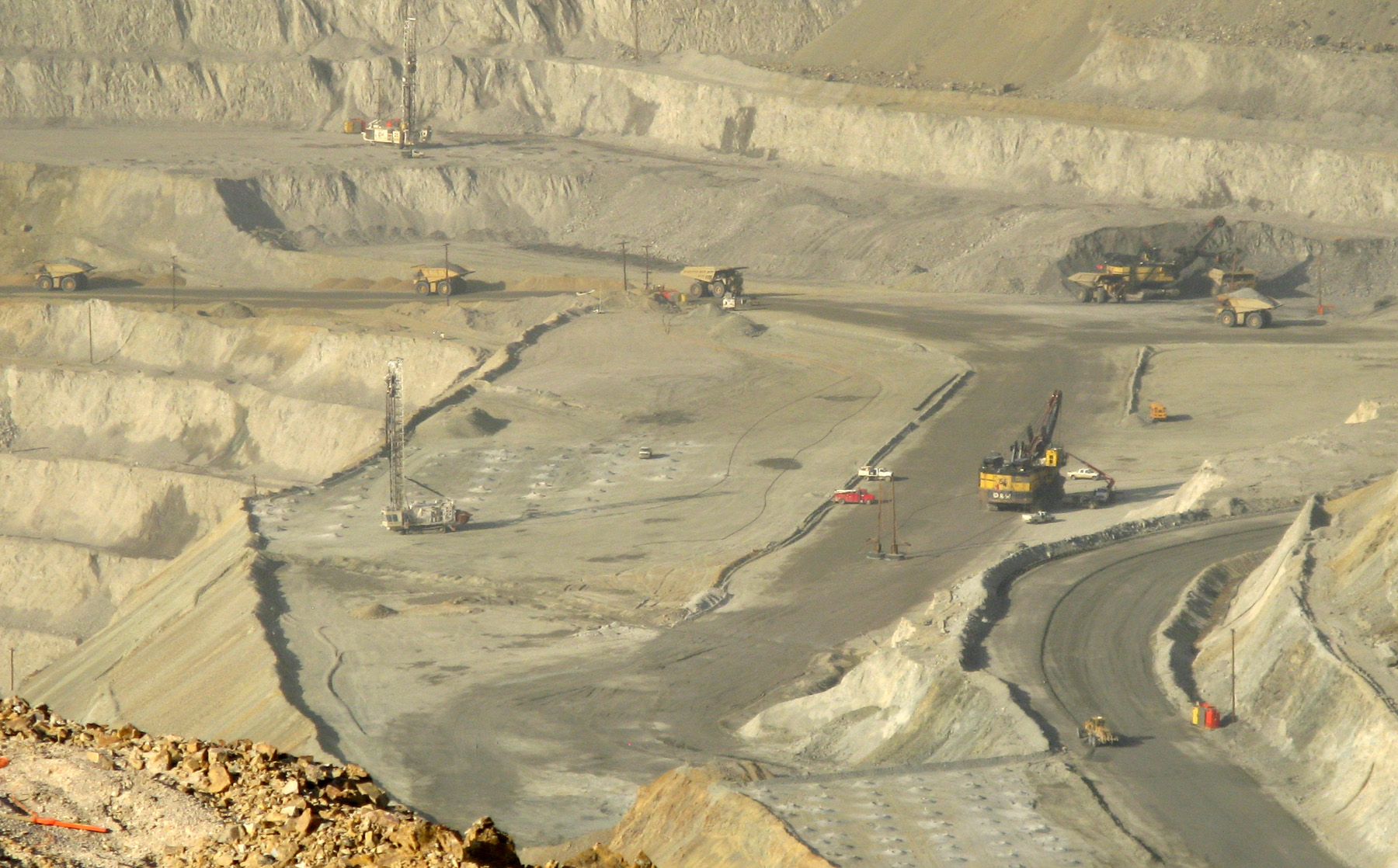
حفر حفرة الانفجار في منجم وادي بينغهام ، يوتاه. لاحظ نمط ثقوب الحفر التي يتم تحضيرها للتفجير.
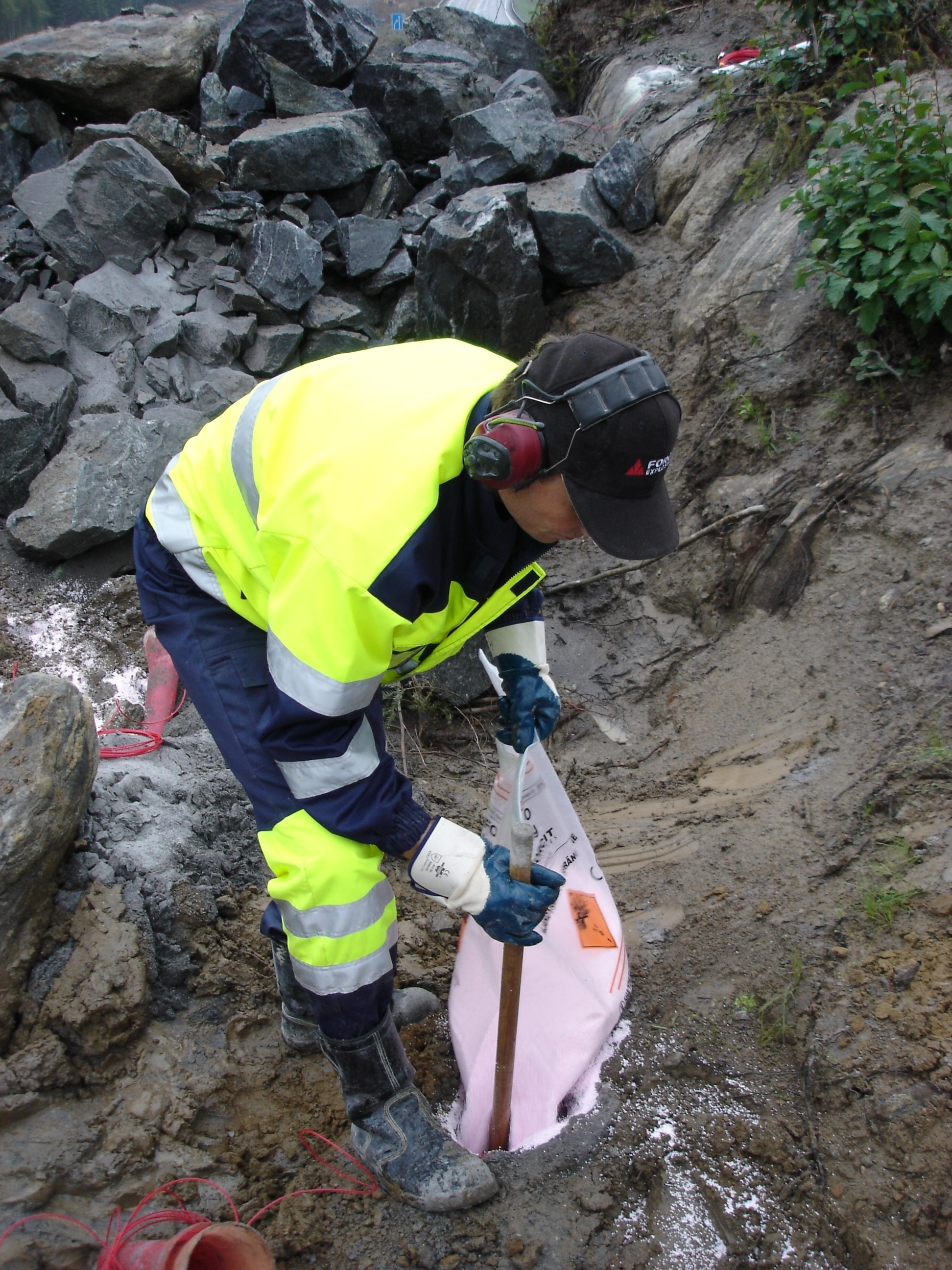
تحميل ثقوب الانفجار مع نازو
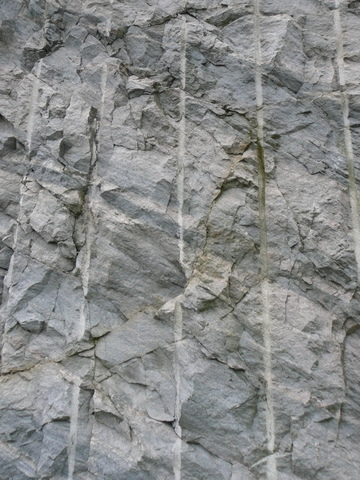
سطح الصخور تم تفجيرها حديثا. وهذا قبل التقطيع ، هذه تقنية لتنعيم الوجه.
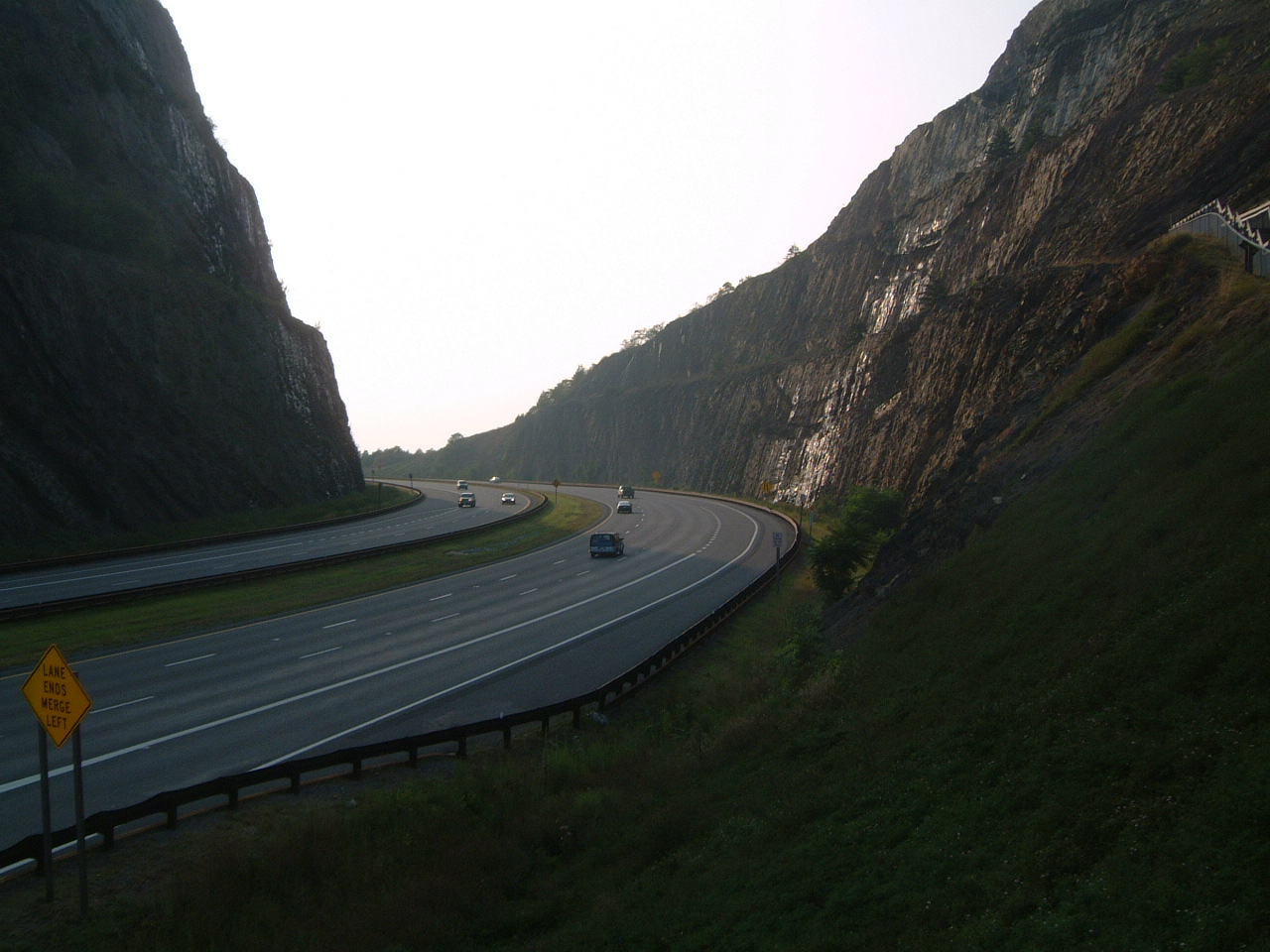
تل سيدلينج قطع الطريق التي شكلتها الصخور الانفجار
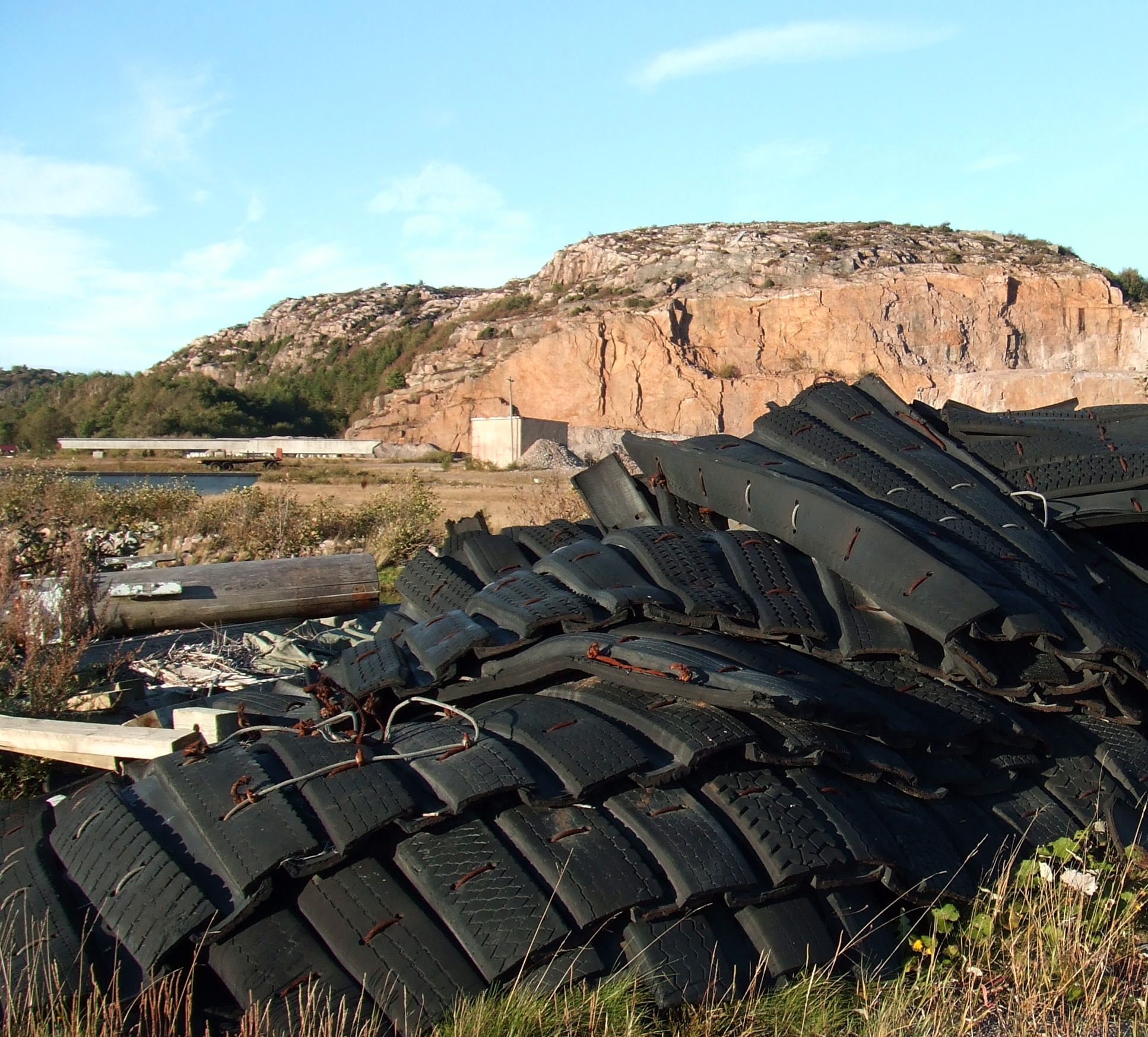
حصير تفجير الإطارات لمنع صخور الذباب وقمع الغبار.
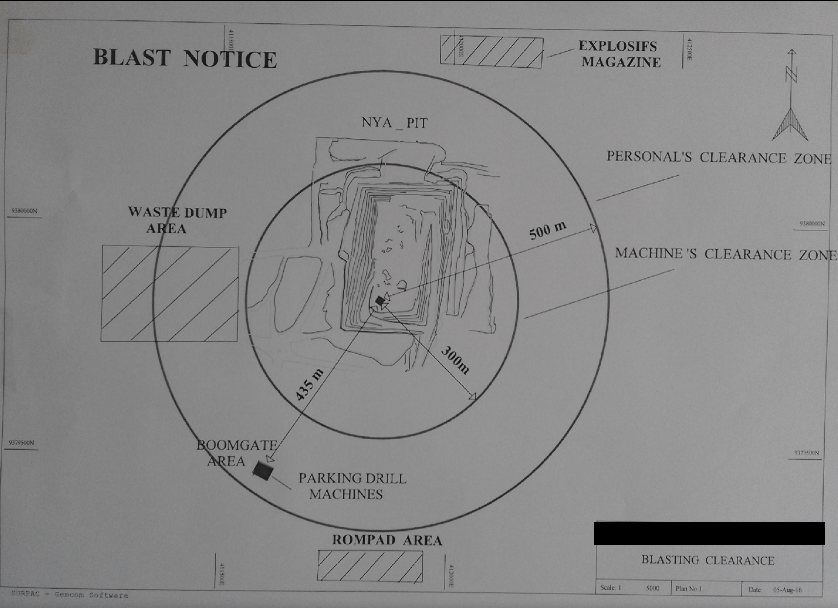
خريطة تصف مناطق التخليص أثناء التفجير في محجر الحجر الجيري. يتم إنتاج هذه الإشعارات من قبل المساحين (انظر التضاريس ).

## روابط خارجية
- "Air Curtain Fences Blast" Popular Mechanics ، August 1954، pp.   96-97 ، الانفجار الخاضع للسيطرة في عام 1954 لربط الخزانين في محطة كهرباء شلالات نياغارا الكندية.
- Hogeboom، Charles L. (1879). "Blasting" . The American Cyclopædia. {{استشهاد بموسوعة}}: يحتوي الاستشهاد على وسيط غير معروف وفارغs: |1= و|coauthors= (مساعدة)
- "Blasting"  . موسوعة بريتانيكا . 4 (11th ed.). 1911. ص.   44-48. هذا مسح شامل للتقنيات المستخدمة في أوائل القرن العشرين.